# Гельмут Лош
Гельмут Лош (нім. Helmut Losch, 12 жовтня 1947 — 10 січня 2005) — німецький важкоатлет.
Бронзовий призер Олімпійських Ігор 1976 року в категорії понад 110 кг, учасник 1972 року.